# Epidendrum laucheanum
Epidendrum laucheanum là một loài thực vật có hoa trong họ Lan. Loài này được Bonhof ex Rolfe mô tả khoa học đầu tiên năm 1893.